# فایهینگن آن در انتس
شهر فایهینْگِن آن دِر اِنْتْس (به آلمانی: Vaihingen an der Enz) در ایالت بادن-وورتمبرگ در کشور آلمان واقع شده‌است.